# أندرو موشن
أندرو موشن (بالإنجليزية: Andrew Motion) (26 أكتوبر 1952، لندن في المملكة المتحدة)؛ شاعر، أستاذ جامعي، كاتب وروائي بريطاني. درس في كلية أكسفورد الجامعية.

## روابط خارجية
- أندرو موشن على موقع الموسوعة البريطانية (الإنجليزية)
- أندرو موشن على موقع ميوزك برينز (الإنجليزية)